# 蕭附鳳
蕭附鳳（?—?），字梧岡，贵州都勻人，清朝政治人物、同進士出身。

## 生平
乾隆二十六年（1761年）太后七旬辛巳恩科進士，三甲三十五名，后官雲南寧州知州。